# San Cesáreo en Palatio (título cardenalicio)
El título cardenalicio de San Cesáreo en Palatio fue creado con el título de San Cesareo in Turri por el Papa León X el 6 de julio de 1517, cuando aumentó el número de cardenales en el consistorio del 1 de julio de 1517. Fue suprimido por el Papa Sixto V el 13 de abril de 1587 y restituido como diaconía por el Papa Clemente VIII en 1600.

## Titulares presbíteros hasta 1587
- Niccolò Pandolfini (6 de julio de 1517 - 17 de septiembre de 1518)
- Vacante ( 1518 - 1530 )
- Louis de Gorrevod (16 de mayo de 1530 - 22 de abril de 1535)
- Vacante ( 1535 - 1540 )
- Bartolomeo Guidiccioni (28 de enero de 1540 - 24 de septiembre de 1543)
- Cristoforo Madruzzo (9 de enero de 1545 - 16 de enero de 1560)
- Pier Francesco Ferrero (3 de junio de 1561 - 10 de noviembre de 1561)
- Vacante ( 1561 - 1570 )
- Arcangelo de' Bianchi, O.P. (3 de julio de 1570 - 18 de enero de 1580)
- Vacante ( 1580 - 1587 )

## Titulares diáconos desde 1600
- Silvestro Aldobrandini (5 de noviembre de 1603 - 28 de enero de 1612)
- Vacante ( 1612 - 1616 )
- Carlo Gaudenzio Madruzzo , título pro hac vice ( 1616 - 2 de marzo de 1626)
- Gian Giacomo Teodoro Trivulzio (17 de diciembre de 1629 - 17 de octubre de 1644)
- Carlo Rossetti (28 de noviembre de 1644 - 18 de agosto de 1653)
- Carlo Barberini (18 de agosto de 1653 - 30 de agosto de 1660)
- Friedrich von Hessen-Darmstadt, OESSH (30 de marzo de 1661 - 14 de noviembre de 1667)
- Carlo Barberini (14 de noviembre de 1667 - 2 de diciembre de 1675) (por segunda vez)
- Girolamo Casanate (2 de diciembre de 1675 - 6 de abril de 1682)
- Benedetto Pamphili, OESSH (30 de abril de 1685 - 30 de septiembre de 1686)
- Giovanni Francesco Negroni (30 de septiembre de 1686 - 2 de enero de 1696)
- Giambattista Spinola "el joven" (2 de enero de 1696 - 25 de enero de 1706); título pro hac vice (25 de enero de 1706 - 19 de marzo de 1719)
- Thomas Philip Wallrad de Alsace-Boussut de Chimay, título pro hac vice (16 de junio de 1721 - 2 de diciembre de 1733)
- Giovanni Battista Spínola (2 de diciembre de 1733 - 23 de septiembre de 1743)
- Vacante ( 1743 - 1747 )
- Gian Francesco Albani (15 de mayo de 1747 - 12 de febrero de 1759)
- Giovanni Costanzo Caracciolo (19 de noviembre de 1759 - 12 de diciembre de 1770)
- Vacante ( 1770 - 1775 )
- Bernardino de Vecchi (29 de mayo de 1775 - 24 de diciembre de 1775)
- Giovanni Cornaro (20 de julio de 1778 - 29 de marzo de 1789)
- Filippo Campanelli (26 de septiembre de 1791 - 18 de febrero de 1795)
- Vacante ( 1795 - 1804 )
- Giuseppe Albani (29 de octubre de 1804 - 2 de octubre de 1818)
- Vacante ( 1818 - 1827 )
- Tommaso Bernetti (25 de junio de 1827 - 22 de enero de 1844)
- Giuseppe Bofondi (14 de junio de 1847 - 2 de diciembre de 1867)
- Vacante ( 1867 - 1884 )
- Ignazio Masotti (13 de noviembre de 1884 - 31 de octubre de 1888)
- Achille Apolloni (27 de mayo de 1889 - 3 de abril de 1893 )
- Giuseppe Antonio Ermenegildo Prisco (3 de diciembre de 1896 - 24 de marzo de 1898)
- Vacante ( 1898 - 1911 )
- Willem Marinus van Rossum, C.SS.R. (30 de noviembre de 1911 - 6 de diciembre de 1915)
- Vacante ( 1915 - 1922 )
- Franziskus Ehrle, S.J. (14 de diciembre de 1922 - 31 de marzo de 1934)
- Domenico Mariani (19 de diciembre de 1935 - 23 de abril de 1939)
- Vacante ( 1939 - 1958 )
- Francesco Bracci (18 de diciembre de 1958 - muerto el 24 de marzo de 1967)
- Karol Wojtyła; título pro hac vice (29 de junio de 1967 - 16 de octubre de 1978) Elegido Papa Juan Pablo II.
- Vacante ( 1978 - 1985 )
- Andrzej Maria Deskur (25 de mayo de 1985 - 29 de enero de 1996 ); título pro hac vice (29 de enero de 1996 - 3 de septiembre de 2011)
- Antonio Maria Vegliò (18 de febrero de 2012)